# Sophie Glättli-Graf
Sophie Glättli-Graf (geboren 30. Juli 1876 in Aarau; gestorben 20. November 1951 in Zürich, heimatberechtigt in Zürich) war eine Schweizer Frauenrechtlerin und soziale Aktivistin.

## Leben
Sophie Graf war die Tochter des Aarauer Gastwirts Otto Bruno Graf und seiner Frau Sophie, geborene Martin. Aufgrund einer Krankheit ihres Vaters brach sie ihre Ausbildung zur Lehrerin ab und heiratete 1895 den Juristen Franz Glättli. Im selben Jahr begann sie ihr Engagement für die Frauenbewegung.
Sie wurde Mitglied der 1896 gegründeten «Union für Frauenbestrebungen» und war von 1914 bis 1919 deren Leiterin. Ab 1911 war Glättli in der Stimmrechtskommission und der Gesetzesstudienkommission im Bund Schweizerischer Frauenvereine BSF; von 1916 bis 1934 präsidierte sie die Gesetzesstudienkommission. Von 1916 bis 1930 war sie BSF-Vorstandsmitglied, ab 1930 blieb sie lebenslängliches Ehrenmitglied im BSF-Vorstand. Sie vertrat den BSF lange im Internationalen Frauenrat.
Während des Ersten Weltkriegs rief sie mit Gleichgesinnten einen Frauenhilfsdienst ins Leben, aus dem sich die Zürcher Frauenzentrale entwickelte, deren erste Präsidentin sie ab 1916 wurde. Von 1917 bis 1949 war sie Präsidentin der Zürcher Sektion des Schweizerischen Gemeinnützigen Frauenvereins. In dieser Funktion leitete sie die örtliche Haushaltsschule, schuf Kinderkrippen, ein Altersheim und ein Frauenwohnheim.
Glättli war im Jahr 1923 bei der Gründung der Zentralstelle für Frauenberufe maßgeblich beteiligt, ebenso bei der Organisation der Schweizerischen Ausstellung für Frauenarbeit im Jahr 1928. 1935 war sie Gründungsmitglied der freisinnigen Frauengruppe Zürich. Als Pionierin der Frauenstimmrechtsbewegung wurde Glättli 1943 vom Zürcher Stadtpräsidenten Ernst Nobs geehrt.